# Judicael Berengario
Judicael (o Juhel, Judhel, Judhael), así llamado en fuentes bretonas, alias Berengario (Berengarius) su nombre en fuentes francas, y a veces conocido como Judicael Berengario, con ambos nombres utilizados juntos, fue conde de Rennes en el siglo X. 

## Biografía
Hay relatos contradictorios sobre su parentela, una teoría popular le hace hijo y sucesor de un conde Berengario (a veces identificado con Berengario de Rennes, a veces su supuesto nieto materno) con una hija de Gurvand, duque de Bretaña. Sin embargo, una colección de genealogías angevinas del siglo XI le describe como hijo de Pascweten, hijo de Alano I de Bretaña.
En 939 luchó junto a Alano II, duque de Bretaña y Hugo I de Maine contra los vikingos en la batalla de Trans-la-Forêt.
Aparece documentado como conde por primera vez en el año 944. Atestiguó diplomas de Alano II, duque de Bretaña, y a la muerte del último aparentemente cayó bajo el control de Wicohen, arzobispo de Dol. Fuentes posteriores informan del rescate de Judicael y su (no nombrada) esposa por su hijo Conan I. Parece haber fallecido en 979, cuándo su hijo se encontraba en la corte de Odón I de Blois.